# Shirpur-Warwade
Shirpur-Warwade là một thành phố và là nơi đặt hội đồng đô thị (municipal council) của quận Dhule thuộc bang Maharashtra, Ấn Độ.

## Nhân khẩu
Theo điều tra dân số năm 2001 của Ấn Độ, Shirpur-Warwade có dân số 61.688 người. Phái nam chiếm 52% tổng số dân và phái nữ chiếm 48%. Shirpur-Warwade có tỷ lệ 70% biết đọc biết viết, cao hơn tỷ lệ trung bình toàn quốc là 59,5%: tỷ lệ cho phái nam là 76%, và tỷ lệ cho phái nữ là 63%. Tại Shirpur-Warwade, 14% dân số nhỏ hơn 6 tuổi.